# Androsace strigillosa
Androsace strigillosa là một loài thực vật có hoa trong họ Anh thảo. Loài này được Franch. mô tả khoa học đầu tiên năm 1885.

## Hình ảnh

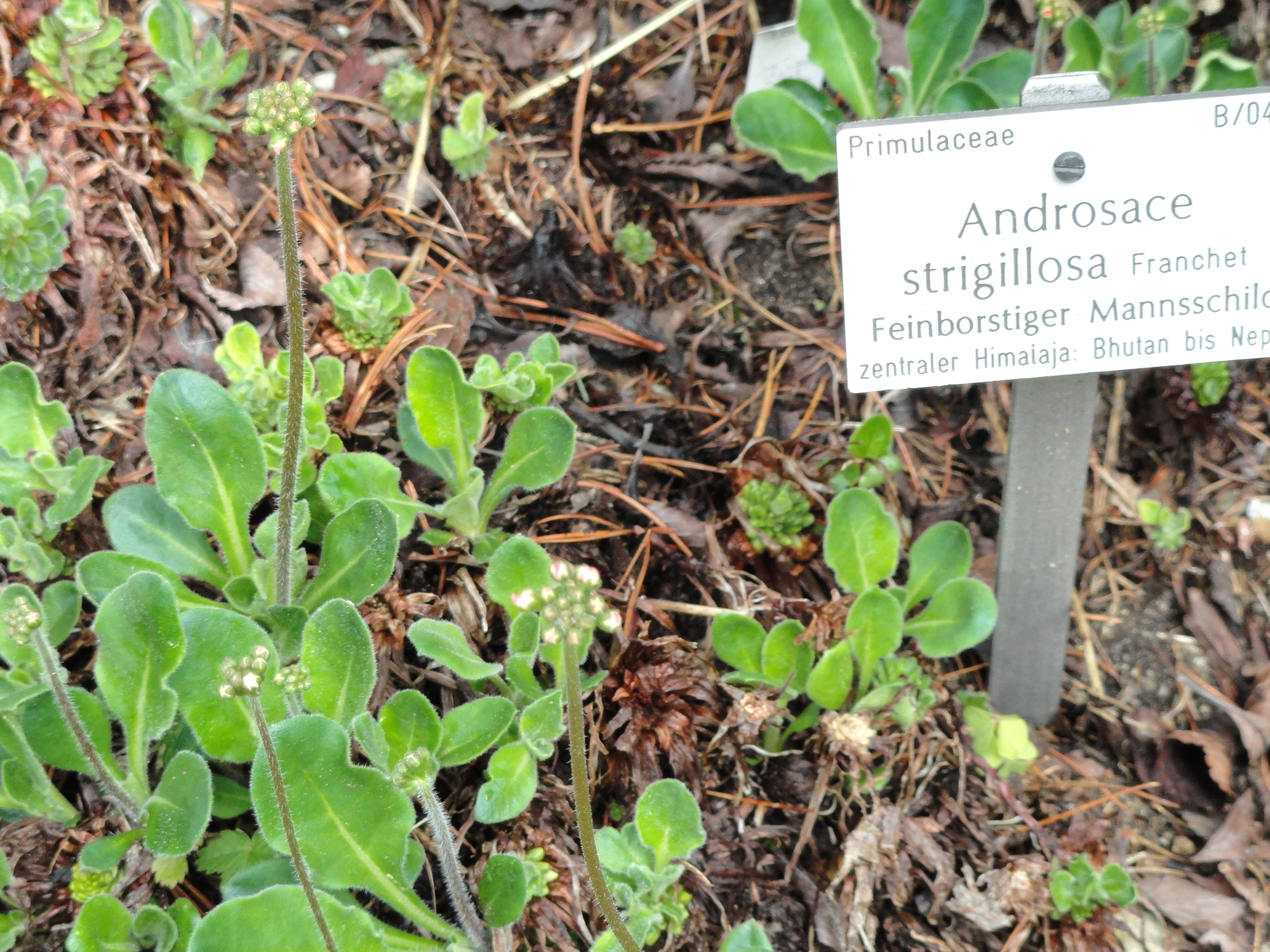
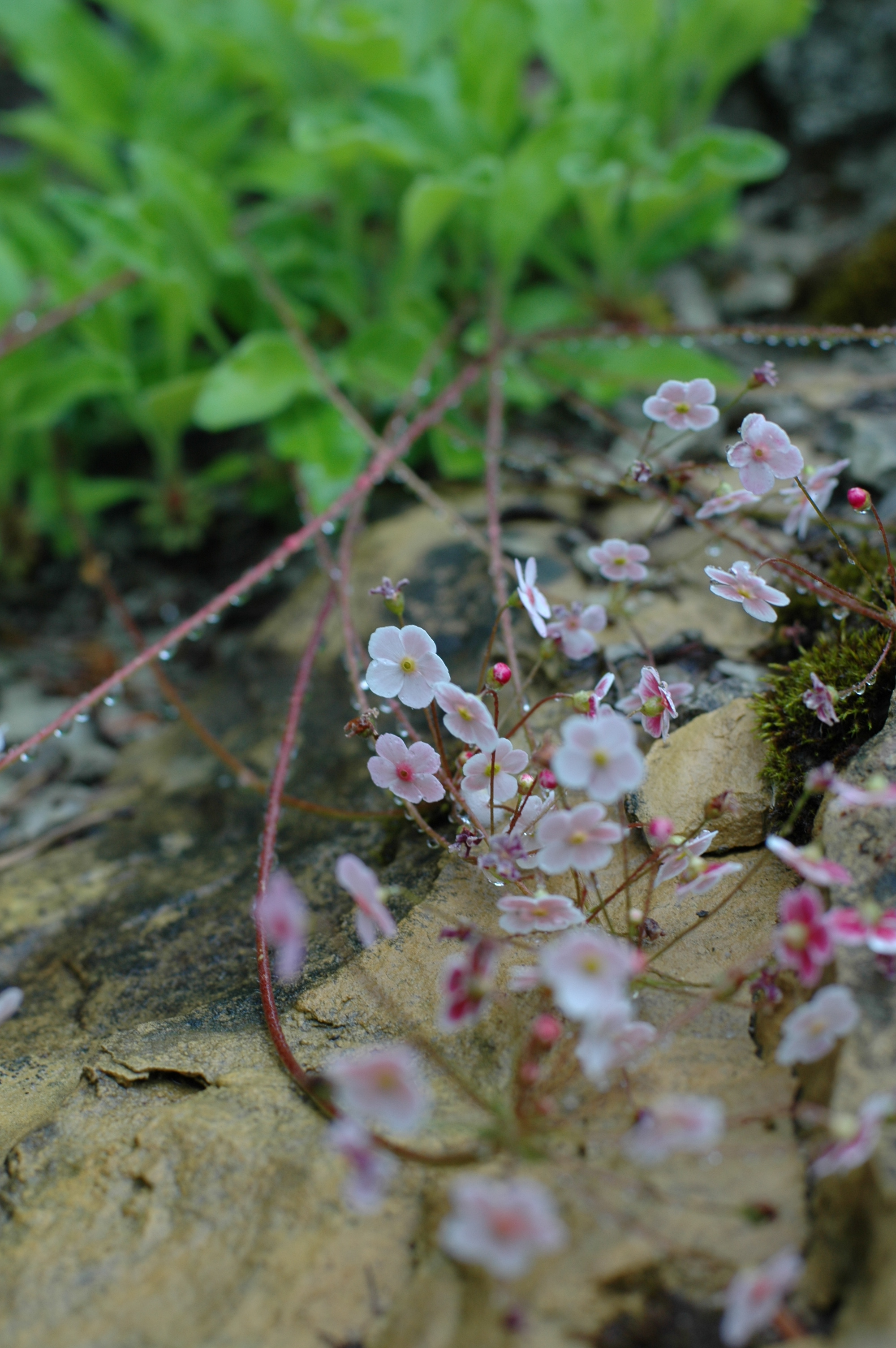
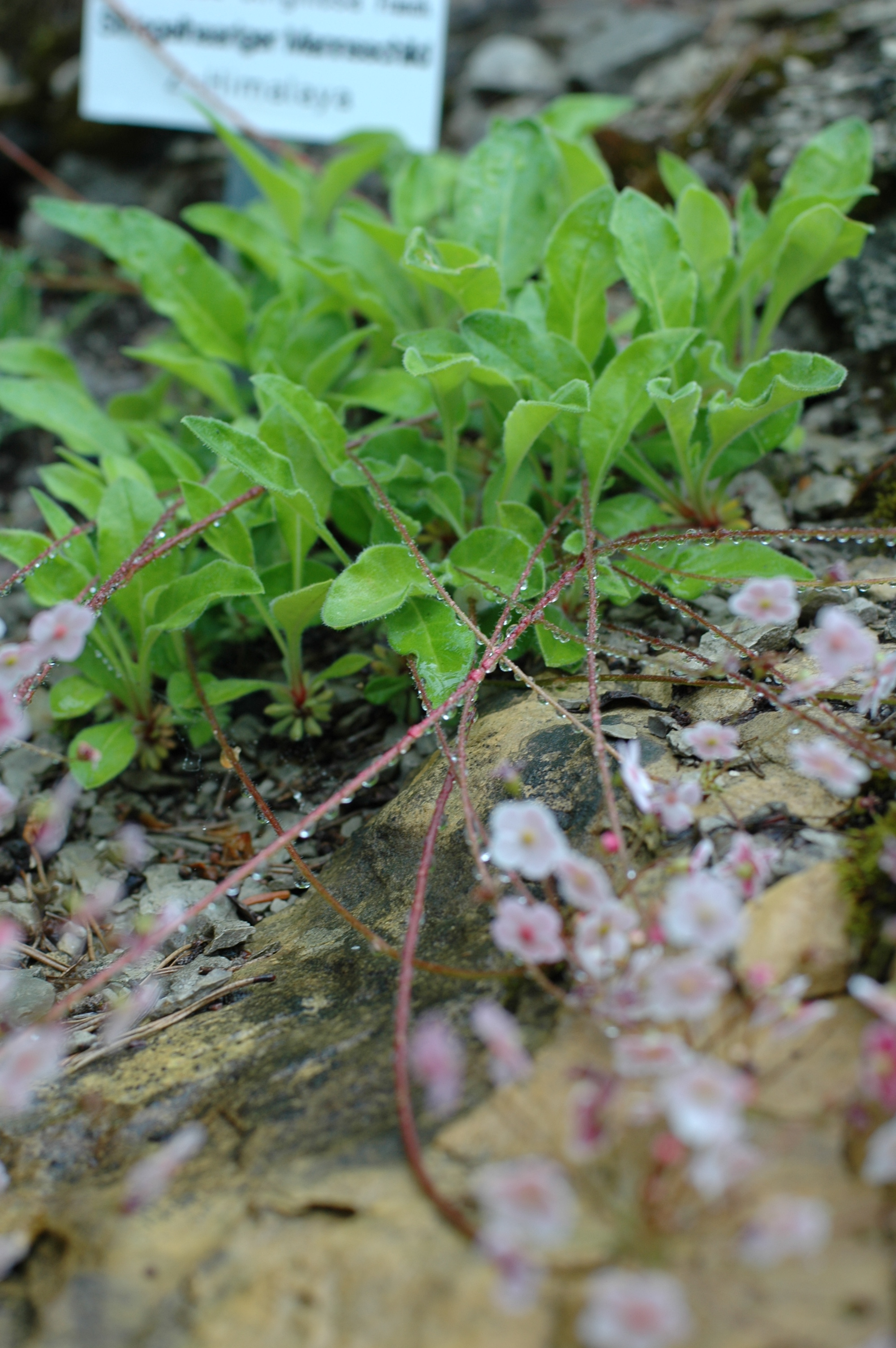
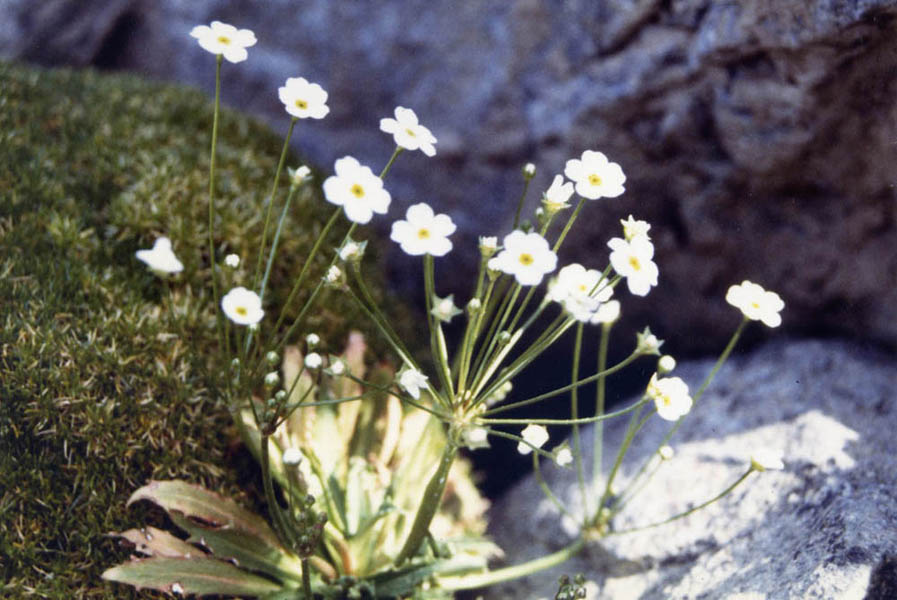